# 七星区
七星区（しちせい-く）は中華人民共和国広西チワン族自治区桂林市に位置する市轄区。

## 行政区画
- 街道:七星区街道、東江街道、穿山街道、漓東街道
- 郷:朝陽郷
- 桂林華僑旅游経済区管理委員会

## 交通

### 道路
- 高速道路
  -  桂林環状高速道路（中国語版）
- 国道
  - G357国道（中国語版）

## 観光地
- 栖霞寺 - 鑑真が立ち寄った寺